# Власівська селищна рада
Вла́сівська се́лищна ра́да — колишня  адміністративно-територіальна одиниця та орган місцевого самоврядування у складі Світловодської міської ради Кіровоградської області. Адміністративний центр — селище міського типу Власівка.

## Загальні відомості
- Населення ради: 7693 особи (станом на 1 вересня 2015 року)[1]

## Населені пункти
Селищній раді підпорядковані населені пункти:
- смт Власівка

## Склад ради
Рада складається з 30 депутатів та голови.
- Голова ради: Пасько Олександр Олександрович
- Секретар ради: Коваль Галина Трифонівна

### Керівний склад попередніх скликань
| Прізвище, ім'я, по батькові    | Основні відомості                                                              | Дата обрання | Дата звільнення |
| ------------------------------ | ------------------------------------------------------------------------------ | ------------ | --------------- |
| Пасько Олександр Олександрович | Селищний голова, 1951 року народження, освіта середня спеціальна, безпартійний | 26.03.2006   | 31.10.2010      |
| Пасько Олександр Олександрович | Селищний голова, 1951 року народження, освіта середня спеціальна, безпартійний | 31.10.2010   | 25.10.2015      |

Примітка: таблиця складена за даними сайту Верховної Ради України

### Депутати
За результатами місцевих виборів 2010 року депутатами ради стали:

#### За суб'єктами висування
| Суб'єкт висування                                       | Кількість обраних депутатів | %    |
| ------------------------------------------------------- | --------------------------- | ---- |
| Партія регіонів                                         | 14                          | 46,7 |
| Самовисування                                           | 13                          | 43,3 |
| Політична партія Всеукраїнське об'єднання «Батьківщина» | 3                           | 10   |

#### За округами
| № округу                                                | Прізвище, ім'я, по батькові       | Дата визнання обраним | Освіта  | Партійна приналежність                        | Відомості про обраного депутата                                                                                |
| ------------------------------------------------------- | --------------------------------- | --------------------- | ------- | --------------------------------------------- | --- |
| Партія регіонів                                         |                                   |                       |         |                                               | |
| 3                                                       | Пасько Володимир Леонідович       | 01.11.2010            | вища    | член Партії регіонів                          | ЗАТ «Об'єднання Дніпроенергобудпром» «Світловодське кар'єроуправління», начальник виробництва                  |
| 5                                                       | Мисько Сергій Михайлович          | 01.11.2010            | вища    | член Партії регіонів                          | ЗАТ «Об'єднання Дніпроенергобудпром» «Світловодське кар'єроуправління», директор                               |
| 6                                                       | Коваленко Володимир Петрович      | 01.11.2010            | вища    | член Партії регіонів                          | ЗАТ «Об'єднання Дніпроенергобудпром» Завод швидкомонтуємих будівель, заступник директора                       |
| 7                                                       | Іщенко Євгеній Васильович         | 01.11.2010            | вища    | член Партії регіонів                          | ЗАТ «Об'єднання Дніпроенергобудпром» Головний завод, інженер відділу матеріально-технічного постачання         |
| 9                                                       | Горбатенко Ольга Денисівна        | 01.11.2010            | вища    | член Партії регіонів                          | Власівський будинок культури селищної ради, директор                                                           |
| 11                                                      | Кочеткова Тетяна Іванівна         | 01.11.2010            | вища    | позапартійна                                  | дошкільний навчальний заклад № 2, завідувачка                                                                  |
| 12                                                      | Ухналь Володимир Миколайович      | 01.11.2010            | вища    | член Партії регіонів                          | ЗАТ «Об'єднання Дніпроенергобудпром» Завод металевих конструкцій, інженер-технолог                             |
| 15                                                      | Сергєєва Ніна Петрівна            | 01.11.2010            | вища    | позапартійна                                  | ЗАТ «Об'єднання Дніпроенергобудпром» «Світловодське кар'єроуправління», інженер з організації нормування праці |
| 17                                                      | Педько Алла Іванівна              | 01.11.2010            | вища    | позапартійна                                  | центр підліткових клубів, директор                                                                             |
| 26                                                      | Якимець Олександр Васильович      | 01.11.2010            | вища    | член Партії регіонів                          | приватний підприємець                                                                                          |
| 27                                                      | Білоус Сергій Миколайович         | 01.11.2010            | вища    | член Партії регіонів                          | приватний підприємець                                                                                          |
| 28                                                      | Чекаленко Станіслав Станіславович | 01.11.2010            | вища    | член Партії регіонів                          | ЗАТ «Об'єднання Дніпроенергобудпром», начальник служби безпеки                                                 |
| 29                                                      | Якимець Микола Васильович         | 01.11.2010            | вища    | член Партії регіонів                          | ЗАТ «Об'єднання Дніпроенергобудпром», головний інженер                                                         |
| 30                                                      | Кламт Сергій Дмитрович            | 01.11.2010            | вища    | член Партії регіонів                          | Власівський пансіонат для ветеранів війни та ветеранів праці, директор                                         |
| Політична партія Всеукраїнське об'єднання «Батьківщина» |                                   |                       |         |                                               | |
| 13                                                      | Скальська Ірина Василівна         | 01.11.2010            | вища    | член Всеукраїнського об'єднання «Батьківщина» | загальноосвітня школа № 5, вчитель                                                                             |
| 21                                                      | Мєтова Оксана Анатоліївна         | 01.11.2010            | вища    | член Всеукраїнського об'єднання «Батьківщина» | загальноосвітня школа № 8, вчитель                                                                             |
| 25                                                      | Колесникова Людмила Борисівна     | 01.11.2010            | вища    | член Всеукраїнського об'єднання «Батьківщина» | страхова компанія «Провідна», страховий агент                                                                  |
| Самовисування                                           |                                   |                       |         |                                               | |
| 1                                                       | Головко Яків Яковлевич            | 01.11.2010            | вища    | член Партії регіонів                          | Власівська селищна рада, секретар ради                                                                         |
| 2                                                       | Жарікова Любов Мавліївна          | 01.11.2010            | вища    | позапартійна                                  | Власівська селищна рада, начальник відділу                                                                     |
| 4                                                       | Коваль Галина Трифонівна          | 01.11.2010            | вища    | позапартійна                                  | Власівська селищна рада, секретар виконкому                                                                    |
| 8                                                       | Коваленко Руслан Володимирович    | 01.11.2010            | вища    | позапартійний                                 | приватний підприємець                                                                                          |
| 10                                                      | Сухаренко Людмила Іванівна        | 01.11.2010            | вища    | позапартійна                                  | ЗАТ «Об'єднання Дніпроенергобудпром», транспортувальник                                                        |
| 14                                                      | Журавльова Олена Вячеславівна     | 01.11.2010            | вища    | позапартійна                                  | дошкільний навчальний заклад № 2, музичний керівник                                                            |
| 16                                                      | Сорокін Володимир Анатолійович    | 01.11.2010            | вища    | позапартійний                                 | КП «Власівські мережі», інженер                                                                                |
| 18                                                      | Шаповалов Василь Олексійович      | 01.11.2010            | середня | позапартійний                                 | «Кременчукміськводоканал», охоронець                                                                           |
| 19                                                      | Драчук Павло Володимирович        | 01.11.2010            | вища    | член Соціалістичної партії України            | завод конструкцій швидкомонтованих будівель, начальник відділу                                                 |
| 20                                                      | Яковлєв Володимир Миколайович     | 01.11.2010            | середня | член Всеукраїнського об'єднання «Батьківщина» | приватний підприємець                                                                                          |
| 22                                                      | Пасічник Лариса Костянтинівна     | 01.11.2010            | вища    | позапартійна                                  | приватний підприємець                                                                                          |
| 23                                                      | Колосов Андрій Миколайович        | 01.11.2010            | вища    | член Партії регіонів                          | завод конструкцій швидкомонтованих будівель, голова профкому                                                   |
| 24                                                      | Сушнова Ольга Семенівна           | 10.01.2011            | вища    | член Політичної партії «Сильна Україна»       | ПП «Світловім-сервіс», директор                                                                                |